# بوسكو بالابان
بوسكو بالابان (بالكرواتية: Boško Balaban) مواليد 15 أكتوبر 1978 في رييكا، جمهورية يوغوسلافيا الاشتراكية الاتحادية، هو لاعب كرة قدم كرواتي دولي سابق كان يلعب كمهاجم. سبق له أن لعب في كأس العالم لكرة القدم مع منتخب بلاده. لعب خلال مسيرته 340 مباراة سجل خلالها 131 هدفاً.

## المسيرة الاحترافية

### أندية لعب لها
- نادي رييكا
- نادي دينامو زغرب
- أستون فيلا
- نادي كلوب بروج
- نادي بانيونيوس
- نادي سلاغور

## روابط خارجية
- بوسكو بالابان على موقع الاتحاد الدولي (مؤرشف)  (الإنجليزية)
- بوسكو بالابان على موقع اتحاد كرواتيا (الكرواتية)
- بوسكو بالابان على موقع قاعدة بيانات كرة القدم.إي يو (الإنجليزية)
- بوسكو بالابان على موقع ناشيونال فوتبول تيمز (الإنجليزية)
- بوسكو بالابان على موقع Soccerbase.com (لاعب) (الإنجليزية)
- بوسكو بالابان على موقع Soccerway.com (الإنجليزية)
- بوسكو بالابان على موقع عالم كرة القدم.نت (الإنجليزية)